# Уайтинг, Сара Фрэнсис
Сара Фрэнсис Уайтинг (англ. Sarah Frances Whiting; 23 августа 1847, Вайоминг, Нью-Йорк — 12 сентября 1927, Уилбрахем, Массачусетс) — американский физик и астроном, педагог. Внесла значительный вклад в развитие женского высшего образования в США: многолетний профессор физики и астрономии колледжа Уэллсли, создатель первой в США учебной физической лаборатории для женщин, одна из основателей и первый директор обсерватории при колледже Уэллсли. Член Американской ассоциации содействия развитию науки (1883).

## Биография
Сара Фрэнсис Уайтинг была старшей из двух дочерей Элизабет Ли Комсток Уайтинг и Джоэла Уайтинга, школьного учителя в штате Нью-Йорк. Отец много занимался с Сарой, обучая её латыни, греческому языку, математике и физике, а также привлекал её к подготовке демонстрационных экспериментов для своих уроков. Всё это предопределило её желание стать педагогом. В 1864 году Сара получила степень бакалавра в женском Университете Ингэм и работала сначала там же, а затем в школе для девочек Brooklyn Heights Seminary. Её интересы не ограничивались классической филологией и математикой, которые она преподавала: она часто посещала публичные лекции по астрономии и физике в Нью-Йорке.
В 1876 году Генри Дюрант, незадолго до этого вместе с женой основавший колледж Уэллсли, пригласил Уайтинг присоединиться к преподавательскому составу этого учебного заведения, предназначенного для обучения женщин не только гуманитарным дисциплинам, но и точным наукам. В течение двух лет Уайтинг параллельно с преподаванием математики в Уэллсли посещала в качестве вольного слушателя занятия в Массачусетском технологическом институте, где перенимала опыт организации учебной лаборатории у Эдуарда Пикеринга. В результате благодаря щедрому финансированию Дюранта и советам Пикеринга и других учёных в 1878 году в Уэллсли открылась хорошо оборудованная физическая лаборатория для обучения студентов — вторая в США и первая, в которую доступ имели женщины. С 1879 года Уайтинг помимо лекций по физике читала курс астрономии, который отличался бо́льшим вниманием к физическим аспектам астрономических явлений и наблюдений, чем это было принято в то время, и включал лабораторные занятия, в том числе по спектроскопии и фотометрии. В 1912 году она опубликовала книгу, в которой были собраны разработанные ею упражнения по астрономии. Кроме того, она читала для студентов курс метеорологии, организовала в кампусе метеостанцию и группу по изучению методов оптической микроскопии.
В феврале 1896 года Уайтинг провела одни из первых в США опыты с рентгеновскими лучами. Узнав об открытии Рентгена из газет, он повторила его эксперименты, использовав имеющееся в учебной лаборатории оборудование (в частности, трубку Крукса). 7 февраля при помощи своей коллеги Мейбл Огасты Чейз и двух своих студенток Энни Джамп Кэннон и Грейс Эванджелины Дейвис она сделала по меньшей мере 15 рентгеновских снимков различных объектов. Уже 8 февраля об этом сообщила газета Boston Daily Advertiser, а 11 февраля Уайтинг дала большое интервью этому изданию, подробно описав свои опыты. В феврале—апреле она прочитала в колледже несколько лекций о рентгеновских лучах, а также выступила с публичной лекцией в бостонском женском клубе. По-видимому, Уайтинг первой включила опыты с рентгеновскими лучами в программу занятий в студенческой лаборатории.

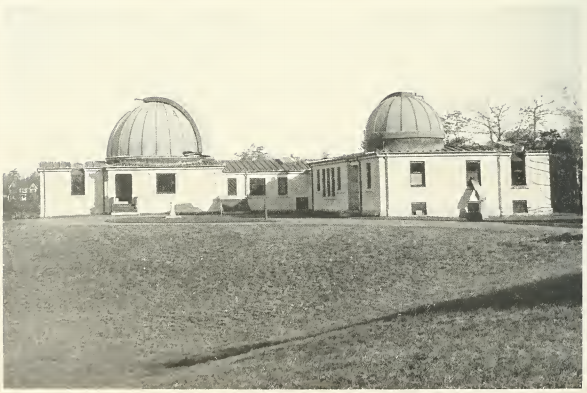
Обсерватория Уайтин (около 1935 года)

В 1900 году по инициативе Уайтинг при колледже открылась обсерватория Уайтин, названная в честь проспонсировавшей её создание Сары Элизабет Уайтин и оборудованная 12-дюймовым телескопом Фитца и Кларка. Уайтинг стала первым директором обсерватории; в 1905 году она поселилась в квартире при обсерватории, где жила вместе со своей сестрой Элизабет, выполнявшей в Уэллсли административные функции.
Хотя Уайтинг не проводила собственных научных исследований, она живо интересовалась последними достижениями науки и техники, следила за новинками лабораторного оборудования и пыталась использовать их в своей педагогической практике. С этой целью она поддерживала связи с известными учёными своего времени, посещала с визитами научные и промышленные лаборатории как в США, так и в Европе. В 1888—1889 годах Уайтинг совершила большую поездку в Европу: в Великобритании посетила симпозиум по электромагнитным волнам, провела день в лаборатории лорда Кельвина в Глазго, пообщалась с Уильямом Круксом в Лондоне и Дж. Дж. Томсоном в Кембридже; на континенте побывала в Лейдене, Гейдельберге, Лейпциге и Берлине, где посетила лабораторию Августа Кундта. В 1896—1897 годах, во время другой поездки за океан, Уайтинг слушала лекции Питера Гатри Тэйта в Эдинбурге, познакомилась с Джеймсом Дьюаром и Уильямом Рамзаем в Лондоне, посетила лабораторию Хейке Камерлинг-Оннеса в Лейдене. В это время она близко сошлась с пионерами астрономической спектроскопии Уильямом и Маргарет Хаггинсами; впоследствии леди Хаггинс завещала часть своего астрономического оборудования и около 700 книг из своей библиотеки обсерватории колледжа Уэллсли. В 1913 году Уайтинг присутствовала на съезде Международного союза по солнечным исследованиям, предшественника Международного астрономического союза.
Достижения Сары Фрэнсис Уайтинг были по достоинству оценены коллегами: в 1883 году она стала одной из первых шести женщин, избранных действительными членами Американской ассоциации содействия развитию науки; в 1905 году ей была присуждена почётная докторская степень Университета Тафтса; она являлась членом Американского астрономического общества и Американского физического общества (1905).
Уайтинг оставалась незамужней до конца жизни, была весьма религиозна и поддерживала «сухой закон». Хотя в переписке она подчёркивала необходимость равного для мужчин и женщин доступа к образованию и профессиональным возможностям, она никогда не высказывала своего мнения публично и не проявляла интереса к деятельности суфражисток. Она научилась работать на токарном станке и обучала этому своих студенток, чтобы повысить их шансы на трудоустройство. К наиболее успешным её ученицам относятся известный астроном Энни Джамп Кэннон, одно время работавшая ассистентом Уайтинг, и Изабель Стоун, первая женщина, получившая в США докторскую степень по физике. Кэннон впоследствии писала в некрологе своей наставницы:

Она подготовила много молодых женщин к важным должностям и всегда следила за их жизнью с живейшим интересом, желая, чтобы их работа была не только академической, но чтобы они вдохновляли своих учениц высокими идеалами и всячески доказывали, что высшее образование женщин — это не сбой.
Оригинальный текст (англ.)She trained many young women for important positions and always followed their lives with the keenest interest, desiring that their work should not only be scholarly, but that they should inspire their pupils with high ideals and prove in every way that the higher education of women was not a failure.

В 1912 году Уайтинг уступила пост профессора физики колледжа Уэллсли своей бывшей ученице Луизе Макдауэлл, а в 1916 году ушла и с поста директора обсерватории. Она поселилась с сестрой в городке Уилбрахем (штат Массачусетс), где и скончалась в 1927 году от атеросклероза и нефропатии.

## Избранные публикации
- Whiting S.F. Use of Graphs in Teaching Astronomy // Popular Astronomy. — 1905. — Vol. 13. — P. 185—190.
- Whiting S.F. Use of Drawings in Orthographic Projection and of Globes in Teaching Astronomy // Popular Astronomy. — 1905. — Vol. 13. — P. 235—240.
- Whiting S.F. Spectroscopic Work for Classes in Astronomy // Popular Astronomy. — 1905. — Vol. 13. — P. 387—391.
- Whiting S.F. The Use of Photographs in Teaching Astronomy // Popular Astronomy. — 1905. — Vol. 13. — P. 430—434.
- Whiting S.F. Daytime and evening exercises in astronomy, for schools and colleges. — Ginn and Company, 1912.
- Whiting S.F. The experiences of a woman physicist // Wellesley College News. — 9 Jan 1913. — P. 1—6.
- Whiting S.F. Lady Huggins // Science. — 1915. — Vol. 41. — P. 853—855. — doi:10.1126/science.41.1067.853.
- Whiting S.F. Reminiscences of Lord Kelvin // Science. — 1924. — Vol. 60. — P. 149—150. — doi:10.1126/science.60.1546.149.